# Arauquita
Arauquita is een gemeente in het Colombiaanse departement Arauca. De gemeente telt 15.951 inwoners (2005).
- Library of Congress Control Number: n98091432
- Nationale Bibliotheek van Israël: 987007538044405171
- Virtual International Authority File: 124517692

Arauca · Arauquita · Cravo Norte · Fortul · Puerto Rondón · Saravena · Tame